# Steve Rolston
Pour les articles homonymes, voir Rolston.
Steve Rolston (né le 8 février 1978 à Vancouver) est un auteur de bande dessinée et animateur canadien. Après avoir travaillé dans l'animation, il fait en 2001 des débuts remarqués chez Oni Press en illustrant les quatre premiers numéros de Queen and Country, série écrite par Greg Rucka. Il publie depuis des mini-séries et des albums.

## Principaux travaux

### Comic books et album originaux
- Queen and Country n°1-4, avec Greg Rucka, Oni Press, 2002.
- Pounded n°1-3, avec Brian Wood, Oni Press, 2002.
- One Bad Day, Oni Press, 2003.
- Mek n°1-3, avec Warren Ellis, Homage Comics, 2003.
- The Escapist n°1-6, avec Brian K. Vaughan et Alexander Jason, Dark Horse Comics, 2006.
- Emiko Superstar, avec Mariko Tamaki, Minx, 2008.
- Ghost Projekt n°1-5, avec Joe Harris (en), Oni Press, 2010.

### Traductions françaises
- Queen & Country t. 1 (dessin), avec Greg Rucka (scénario), Semic, coll. « Semic noir », 2004.
- Les Maîtres de l'évasion (dessin), avec Brian K. Vaughan et Alexander Jason, Delcourt, coll. « Contrebande », 2008.

## Prix et récompenses
- 2002 : Prix Eisner de la meilleure nouvelle série pour Queen and Country (avec Greg Rucka)